# Otite esterna diffusa
L'otite esterna diffusa è una patologia flogistica che interessa tutta o gran parte della cute del condotto uditivo esterno e talvolta la superficie esterna della membrana timpanica.

## Epidemiologia
L'otite esterna diffusa rappresenta il 25-50% delle patologie flogistiche a carico dell'orecchio. Si manifesta prevalentemente in estate, in accordo con il nesso eziologico (immersioni, contatto continuativo con acqua). Colpisce soprattutto nuotatori e subacquei, con un rischio relativo 5 volte superiore.

## Eziologia
Questo tipo di otite è dovuta quasi esclusivamente ad un'infezione batterica.  La macerazione dell'epidermide operata dall'esposizione continuativa con l'acqua favorisce l'infezione dei tessuti sottocutanei da parte di batteri quali Pseudomonas aeruginosa o Staphylococcus aureus; analogamente, una scorretta toeletta del condotto uditivo esterno, micro-traumatismi e dermatosi possono favorire la penetrazione di batteri e la conseguente infezione. Molto meno frequenti sono le forme virali e micotiche.

## Profilo clinico
Un intenso dolore spontaneo che si localizzi nelle strutture uditive esterne e che si presenti durante la masticazione o in seguito alla pressione sul trago, è un elemento caratteristico di questo processo patologico. Può essere presente otorrea sierosa o purulenta, eritema ed edema; un'ipoacusia di entità medio-lieve testimonia una riduzione del calibro del condotto uditivo esterno conseguente all'edema o alla presenza di secrezioni e croste.

## Profilo diagnostico
In un contesto anamnestico ed obiettivo suggestivo, l'otoscopia rappresenta l'esame in grado di dimostrare la presenza di edema e dell'iperemia del condotto esterno che caratterizza il quadro patologico. La presenza di tumefazione e di otorrea può rendere difficile la visualizzazione della membrana timpanica; per questo, l'esame otoscopico deve essere ripetuto successivamente al fine di indagare eventuali lesioni a questa struttura.

## Terapia
Uno schema antibiotico per via orale che si componga di derivati della penicillina (amoxicillina) o delle cefalosporine (cefacloro) deve essere continuato per almeno 5-8 giorni. Si possono associare antinfiammatori steroidei in caso di edema esteso o analgesici-antipiretici in caso di dolore-febbre. La guarigione avviene dopo 5-10 giorni solitamente senza conseguenze funzionali e anatomiche.